# أورورا كوريا
أورورا كوريا (بالإسبانية: Aurora Correa)‏ هي كاتِبة ومُدرسة مكسيكية، ولدت في 10 فبراير 1930 في برشلونة في إسبانيا، وتوفيت في 20 نوفمبر 2008 في ليون في المكسيك.